# Col de la Doria
Le col de la Doria, aussi orthographié Doriaz, est un col de montagne situé à 1 138 m d'altitude, entre le Nivolet et le mont Peney, sur la limite des communes de Saint-Jean-d'Arvey et des Déserts dans le département de la Savoie.

## Accès
Le col de la Doria n'est accessible qu'aux randonneurs, il faut soit partir du hameau de Lovettaz (690 m d'altitude) en arrivant de Chambéry soit partir du hameau des Favres en arrivant des Déserts. Le col est traversé par le sentier de grande randonnée 96.

## Protection environnementale
Le col est situé dans le parc naturel régional du Massif des Bauges.